# Platyneurus baliolus
Platyneurus baliolus är en stekelart som beskrevs av Sugonjaev 1974. Platyneurus baliolus ingår i släktet Platyneurus och familjen raggsteklar.
Artens utbredningsområde är Mongoliet. Inga underarter finns listade i Catalogue of Life.